# Matt Ghaffari
Siamak Ghaffari, detto Matt (Teheran, 11 novembre 1961), è un ex lottatore statunitense, di origine iraniana, specializzato nella lotta greco-romana.

## Palmarès

### Olimpiadi
- 1 medaglia:
  - 1 argento (Atlanta 1996 nei 130 kg)

### Mondiali
- 3 medaglie:
  - 2 argenti (Varna 1991 nei 130 kg; Gävle 1998 nei 130 kg)
  - 1 bronzo (Praga 1995 nei 130 kg)

### Giochi panamericani
- 2 medaglie:
  - 2 ori (L'Avana 1991 nei 130 kg; Mar del Plata 1995 nei 130 kg)